# Гутцайт Оксана Петрівна
Оксана Петрівна Андрусенко, в шлюбі Гутцайт (нар. 15 березня 1977, Харків) — українська журналістка, радіо- і телеведуча. Працювала ведучою на телеканалах «БТБ», «НТН», «Новий канал», «1+1». Працює на телеканалі ICTV ведучою програми «Факти».

## Життєпис
Народилася 15 березня 1977 року в Харкові. У дитинстві, крім загальноосвітньої школи, закінчила музичну (клас фортепіано). З 5 років наполегливо займалася художньою гімнастикою в школі олімпійського резерву. У 15 років виконала норматив майстра спорту України з художньої гімнастики. Брала участь у багатьох всеукраїнських та міжнародних турнірах.
З 1999 року працювала тренеркою з гімнастики в Харкові. У 24 роки переїхала до Києва. Закінчила Київський національний університет імені Тараса Шевченка, Інститут журналістики, магістр.
Одружена, має двох дітей.

## Кар'єра
Кар'єру ведучої починала на радіо. З 2002 року працювала у Світовому Спортивному Агентстві на радіо «Промінь» ведучою спортивних новин. У 2004 році почала працювати спортивною журналісткою на телеканалі НТН. За 3 місяці перейшла на Новий канал, де у 2004—2005 роках вела програму «Спортрепортер».
З 2005 по 2007 рік була ведучою новин «Репортер». У 2007—2008 роках вела програму «ТВ-Tabloid» разом з Михайлом Шамановим та Вадимом Ярошенком. Після того, як програму було закрито, повернулася у «Репортер» на Новому каналі.
1 липня 2011 року перейшла на «1+1», де стала ведучою шоу «Одружений за власним бажанням». На початку 2012 року разом з Юрієм Горбуновим вела музичне шоу «Зірки в опері», а потім — «Я люблю Україну». Під час Олімпійських ігор в Лондоні була ведучою денної студії «Олімпійських пристрастей» на Першому національному телеканалі.
З 1 липня 2013 року працювала ведучою випуску новин на телеканалі «БТБ». З березня 2015 року працює на телеканалі ICTV ведучою «Фактів. Інформаційний випуск».